# Cheiracanthium incertum
Cheiracanthium incertum är en spindelart som beskrevs av O. Pickard-Cambridge 1869. Cheiracanthium incertum ingår i släktet Cheiracanthium och familjen sporrspindlar.
Artens utbredningsområde är Sri Lanka. Inga underarter finns listade i Catalogue of Life.